# 平坦垴古井及城墙遗址
平坦垴古井及城墙遗址，位于山西省阳泉市郊区平坦镇平坦垴村西，已列为山西省文物保护单位。

## 保护
2021年8月4日，平坦垴古井及城墙遗址由山西省人民政府公布为第六批山西省文物保护单位，编号6-12。